# Robot requin
Plusieurs robots-requins subaquatiques ont à ce jour été créés dans le monde. 
Les premières versions sont probablement les systèmes animatroniques utilisés pour les films Les Dents de la mer, mais des robots subaquatiques plus perfectionnés et plus autonomes ont ensuite été produits, dont :

## LeRobosharkd'Andrew Sneath (2003)
Ce robot fabriqué par Andrew Sneath s'est notamment fait connaitre par la BBC Natural History Unit et un numéro Spécial vie sauvage (Wildlife Specials) intitulé Smart Sharks: Swimming with Roboshark, où une caméra attachée à un requin robot a été utilisée pour filmer des images autrement difficiles à réaliser de requin baleine, bull shark, et de grand requin blanc.
Ce requin a ensuite été récupéré par un aquarium public anglais (National Marine Aquarium de Plymouth où les visiteurs peuvent entrer dans un petit sous-marin et entrer dans le bassin où nage le robot-requin.  
Son créateur et propriétaire Andrew Sneath apparait dans un épisode de la série de la BBC Dans l'œil du dragon ,.

## Un robot requin militaire américain
Il s'agit d'un robot en forme de requin, dénommé Silent Nemo (Némo silencieux) ou Ghost Swimmer (nageur fantôme), construit par Boston Engineering et nageant comme un requin, de 1,5 mètre de long environ, doté d'une antenne intégrée à son aileron dorsal et d'ailerons latéraux bioinspirés des ailerons de certaines baleines. Il peut être piloté par joystick en mode filaire ou programmé pour une mission plus autonome et pourrait descendre jusqu'à 300 pieds de profondeur. Il doit remonter en surface pour transmettre ses informations.
Il a été présenté en 2014 au public, comme destiné à collecter des données sur les marées, les courants et les conditions météo, mais plusieurs commentateurs, dont dans La Tribune de Genève ont signalé qu'il pourrait avoir d'autres usages militaires.